# غانوديرما
غانوديرما (الاسم العلمي: Ganoderma) هو جنس من الفطريات المسامية من فصيلة الغانوديرميات التي تضم حوالي 80 نوعًا، العديد منها يوجد في المناطق الاستوائية. بسبب تنوعه الجيني، واستخدامه في الأدوية الآسيوية التقليدية، وإمكانياته في المعالجة الحيوية، فهو جنس مهم اقتصاديًا.